# Rivière des Prairies
Pour les articles homonymes, voir Rivière des Prairies (homonymie).
Pour le territoire, voir Rivière-des-Prairies.
La rivière des Prairies (en abénaqui : Pamskodatekw ou Pamskodategw)  est un cours d’eau du Québec (Canada). Elle est située entre l’île de Montréal, l’île Jésus et l'île Bizard. Elle sépare les villes de Montréal et de Laval.

## Géographie

### Hydrographie
La rivière des Prairies prend sa source dans le lac des Deux Montagnes entre, d'une part la pointe ouest de l'île Bizard et le Cap Saint-Jacques sur l'île de Montréal, et d'autre part entre l'île Bizard et l'île Jésus. Ces deux bras entourent l'île Bizard. Avant de rejoindre le fleuve Saint-Laurent, elle capte les eaux de la rivière des Mille Îles. La rivière des Prairies est en partie navigable mais elle est entravée par un barrage hydro-électrique. Ainsi, le passage entre son affluent et son émissaire est bloqué à la navigation. La rivière des Prairies reçoit 70 % de l’eau du lac des Deux Montagnes. Elle est un prolongement de la rivière des Outaouais.
La rivière était également autrefois alimentée par des ruisseaux de l'île Montréal désormais canalisés, comme l'ancien ruisseau Provost. Parmi les affluents directs mineurs de la rivière des Prairies, on compte plusieurs ruisseaux actuels de l'île de Montréal (ruisseau Pinel, ruisseau De Montigny, ruisseau Bertrand, rivière à l'Orme, etc.) et de l'île Jésus (ruisseau la Pinière, ruisseau Corbeil, etc.).

### Rapides
La rivière des Prairies est parsemée de rapides. Le dénivelé total du lac des Deux Montagnes au fleuve Saint-Laurent est de presque 16 mètres.  
Les rapides de Cap Saint-Jacques courent sur environ 500 m entre l’île Bizard et l’île de Montréal, les rapides Lalemant courent eux aussi sur une distance approximative de 500 m entre l’Île Bizard et l’île Jésus, les rapides du Cheval Blanc font environ 100 m. Il faut mentionner l’existence passée de deux gros rapides, soit le Gros-Sault près de l’île Perry, où l’on érigea un moulin et le Sault-au-Récollet, aujourd’hui engloutis depuis la construction de la centrale hydro-électrique, mais où subsiste un fort courant. Le Sault-au-Récollet était aussi infranchissable sur la rive nord de l’île de Montréal que les rapides de Lachine sur sa rive sud. 
De part et d’autre de l’île de Montréal, il était malaisé de remonter le courant. C’était carrément impossible avec des navires de fort tonnage et un défi de taille pour les petites embarcations. Les portages étaient aussi nombreux que les rapides.

### Îles
La rivière compte de nombreuses îles, notamment l'Île Bizard, les Îles-Laval, l'île Du Tremblay, l'Île Paton et l'Île de la Visitation. 
La liste ci-dessous recense les îles de la rivière des Prairies, à l'exception de celles n'ayant pas de dénomination officielle.
| Nom                             | Superficie (ha) | Municipalité | Coordonnées                  |
| ------------------------------- | --------------- | ------------ | ---------------------------- |
| Île Barwick                     | 2,6             | Montréal     | 45° 30′ 25″ N, 73° 51′ 25″ O |
| Île Bigras (Îles-Laval)         | 37              | Laval        | 45° 31′ 11″ N, 73° 51′ 19″ O |
| Île Bizard                      | 2278            | Montréal     | 45° 29′ 40″ N, 73° 53′ 41″ O |
| Île Bonfoin                     | 14              | Montréal     | 45° 42′ 04″ N, 73° 29′ 54″ O |
| Île Bourdon                     | 60              | Repentigny   | 45° 42′ 29″ N, 73° 29′ 11″ O |
| Île Boutin                      | 1,3             | Montréal     | 45° 38′ 07″ N, 73° 36′ 57″ O |
| Île aux Chats                   | 12              | Montréal     | 45° 30′ 59″ N, 73° 45′ 18″ O |
| Île du Cheval de Terre          | 1,25            | Montréal     | 45° 35′ 07″ N, 73° 39′ 22″ O |
| Île Dirette                     | 1,1             | Laval        | 45° 40′ 03″ N, 73° 33′ 54″ O |
| Île Drouin                      | 0,06            | Laval        | 45° 30′ 50″ N, 73° 51′ 20″ O |
| Île Gagné                       | 7               | Montréal     | 45° 38′ 31″ N, 73° 36′ 25″ O |
| Île Haynes                      | 2,8             | Montréal     | 45° 41′ 51″ N, 73° 30′ 05″ O |
| Île Jasmin                      | 0,4             | Montréal     | 45° 29′ 56″ N, 73° 51′ 28″ O |
| Île Lapierre                    | 5,4             | Montréal     | 45° 38′ 11″ N, 73° 36′ 44″ O |
| Île Ménard                      | 2,0             | Montréal     | 45° 29′ 26″ N, 73° 51′ 39″ O |
| Île Mercier                     | 7,8             | Montréal     | 45° 29′ 00″ N, 73° 52′ 36″ O |
| Achipel du Mitan                | 68              | Laval        | 45° 41′ 06″ N, 73° 32′ 33″ O |
| Île du Moulin de Saint-François | 2,25            | Laval        | 45° 40′ 04″ N, 73° 34′ 07″ O |
| Île Pariseau (Îles-Laval)       | 12,4            | Laval        | 45° 31′ 09″ N, 73° 50′ 57″ O |
| Île Paton                       | 20              | Laval        | 45° 31′ 23″ N, 73° 45′ 03″ O |
| Île Perry                       | 1,8             | Montréal     | 45° 32′ 52″ N, 73° 41′ 52″ O |
| Île de Pierre                   | 1,25            | Laval        | 45° 39′ 42″ N, 73° 34′ 35″ O |
| Île Rochon                      | 3,5             | Montréal     | 45° 38′ 15″ N, 73° 36′ 51″ O |
| Île Ronde (Îles-Laval)          | 2,8             | Laval        | 45° 30′ 48″ N, 73° 51′ 12″ O |
| Île de Roxboro                  | 3,4             | Montréal     | 45° 30′ 49″ N, 73° 49′ 14″ O |
| Île Serre                       | 0,5             | Montréal     | 45° 42′ 13″ N, 73° 29′ 28″ O |
| Île Du Tremblay                 | 10              | Laval        | 45° 31′ 21″ N, 73° 45′ 25″ O |
| Île Verte (Îles-Laval)          | 11              | Laval        | 45° 30′ 57″ N, 73° 51′ 12″ O |
| Île de la Visitation            | 14              | Montréal     | 45° 34′ 46″ N, 73° 39′ 40″ O |

## Énergie

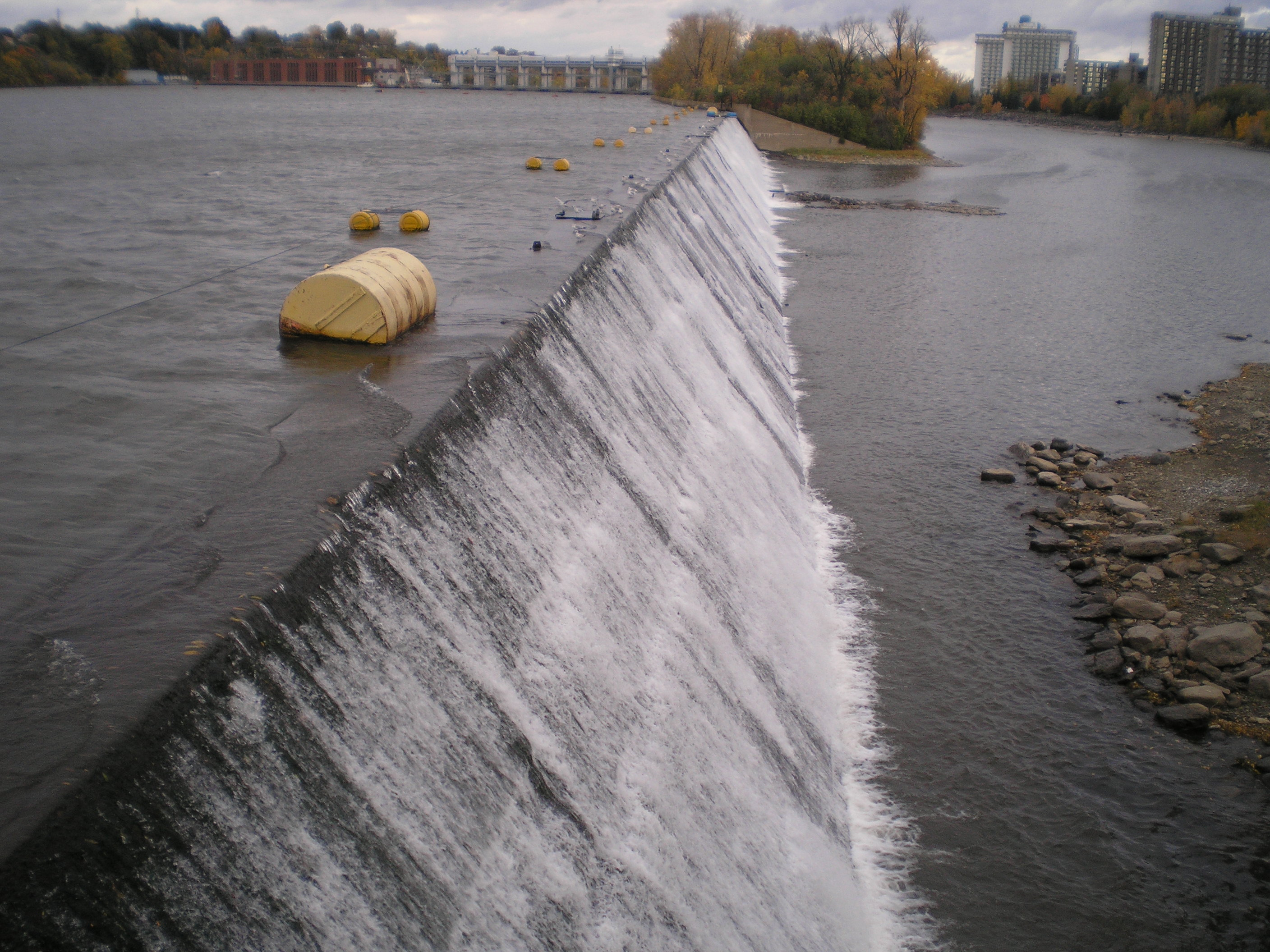
Déversoir de la centrale, vu du Parc-nature de l'Île-de-la-Visitation à Montréal.

Aux premiers temps de la colonisation française, le fort courant de la rivière fut exploité pour y faire tourner nombre de moulins. La rivière est en partie harnachée pour la première fois en 1726. On y construit une digue pour relier la rive à l'île de la Visitation. Cette digue est considérée comme « l'un des plus importants ouvrages de génie civil du Régime français. »
Deux siècles plus tard, une centrale hydroélectrique de 45 MW, la centrale de la Rivière-des-Prairies, est installée entre l'île de la Visitation et la rive lavalloise. Elle alimente en électricité les maisons de Laval. Construite en 1928-1929, la propriété de cette centrale a été transférée à Hydro-Québec lors de la nationalisation de la Montreal Light, Heat and Power, en 1944.

## Eau potable
On tire de la rivière des Prairies l’eau destinée à la consommation des habitants de cinq municipalités de l’île de Montréal. 63 000 m3 d’eau sont traités en moyenne chaque jour dans l'usine de filtration de Pierrefonds. Deux des trois usines de filtration assurant l’approvisionnement en eau potable de la ville de Laval puisent leur eau dans la rivière des Prairies, soit l’usine Chomedey et celle de Pont-Viau.

## Territoires protégés
La région est densément peuplée, ce qui affecte forcément ses écosystèmes naturels. Néanmoins, plusieurs zones riveraines et insulaires sont protégées et mises en valeur sur le plan environnemental. 
Plusieurs des grands parcs de Montréal bordent la rivière des Prairies. De l'ouest vers l'est, on retrouve le parc-nature du Cap-Saint-Jacques, le parc-Nature du bois-de-l'île-Bizard, le parc-nature des Rapides-du-Cheval-Blanc (parc créé en 2009 qui n'est pas ouvert au public), le parc-nature du Bois-de-Liesse (traversé par le ruisseau Bertrand), le parc-nature du bois de Saraguay, le parc-nature de l'Île-de-la-Visitation, le parc-nature du Ruisseau-De-Montigny (traversé par le ruisseau de Montigny) et le parc-nature de la Pointe-aux-Prairies.

## Faune et flore
Parmi les espèces florales à statut précaire on retrouve le micocoulier occidental, l'orme de Thomas, le staphylier à trois folioles et l'aigremoine pubescente[réf. nécessaire]. La rivière des Prairies abrite deux espèces de poisson en danger, l’alose savoureuse et l’esturgeon jaune[réf. nécessaire]. La rivière offre aux diverses espèces qui la peuplent des milieux humides propices à leur reproduction[réf. nécessaire].

## Histoire

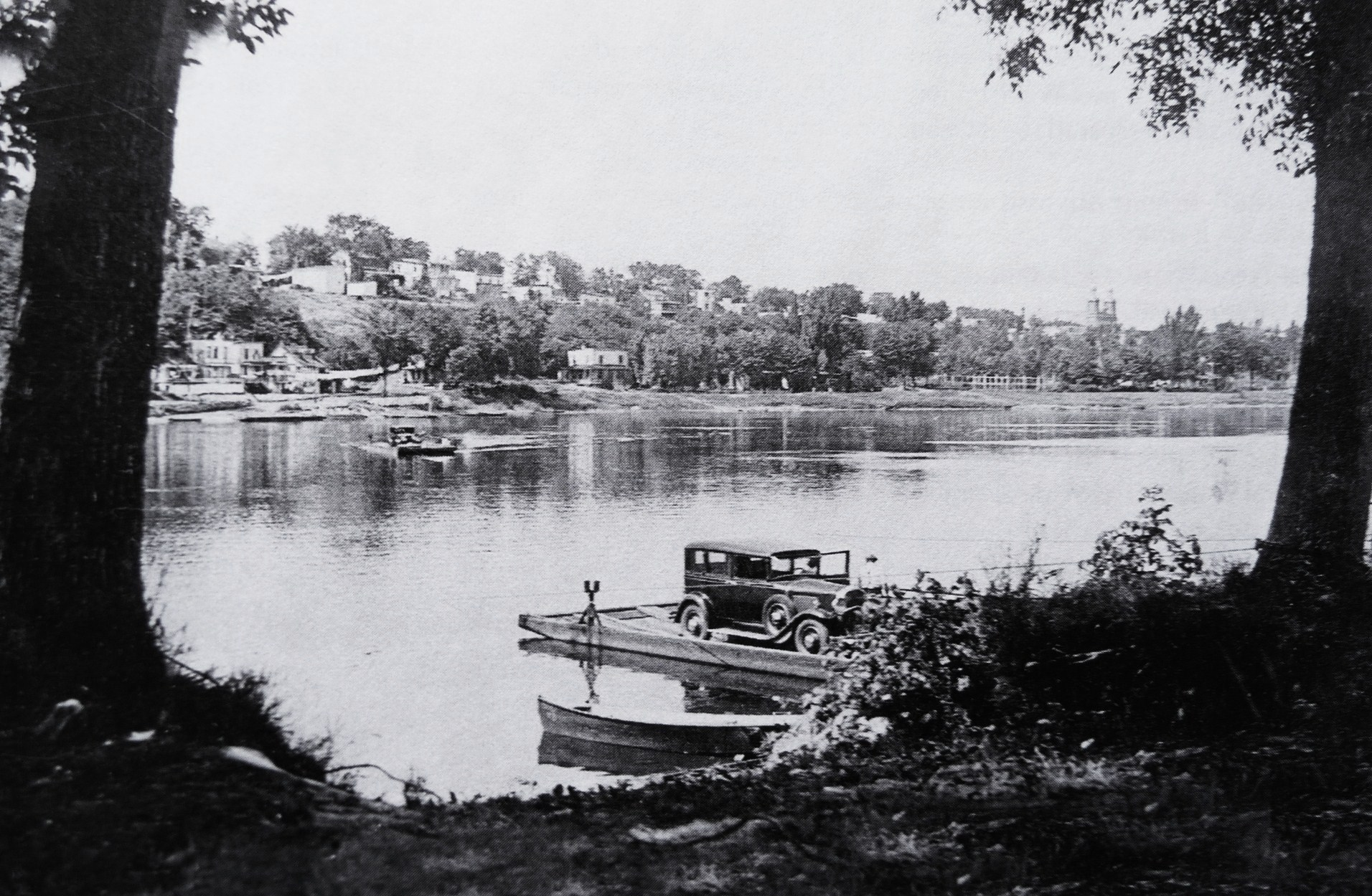
Bac à câble sur la rivière en 1935, vue de Montréal-Nord

La rivière a reçu son nom en 1610. Le père Vimont écrit dans la Relation des Jésuites de 1640 : « [...] un certain Français, M. des Prairies, ayant charge de conduire une barque au Sault-Saint-Louis en 1610, quand il vint à la rencontre des deux fleuves, au lieu de tirer du côté du sud, il tira vers cet autre fleuve qui n'avait pas encore de nom français et qui, depuis ce temps-là, fut appelé du nom de ce jeune homme. »
Au lieu de continuer dans le Saint-Laurent, à la hauteur de Repentigny, il entra sans le savoir dans l'affluent de ce dernier que les Indiens appelaient Skawanoti, c'est-à-dire la rivière en arrière de l'île.
Les Sulpiciens exploitèrent l’énergie du Sault au Récollet en y construisant des moulins dès le XVIIe siècle. Ces moulins furent utilisés jusqu'au début du XXe siècle.

## Ponts
Plusieurs ponts ou tunnels la traversent. De l'ouest vers l'est, ce sont :

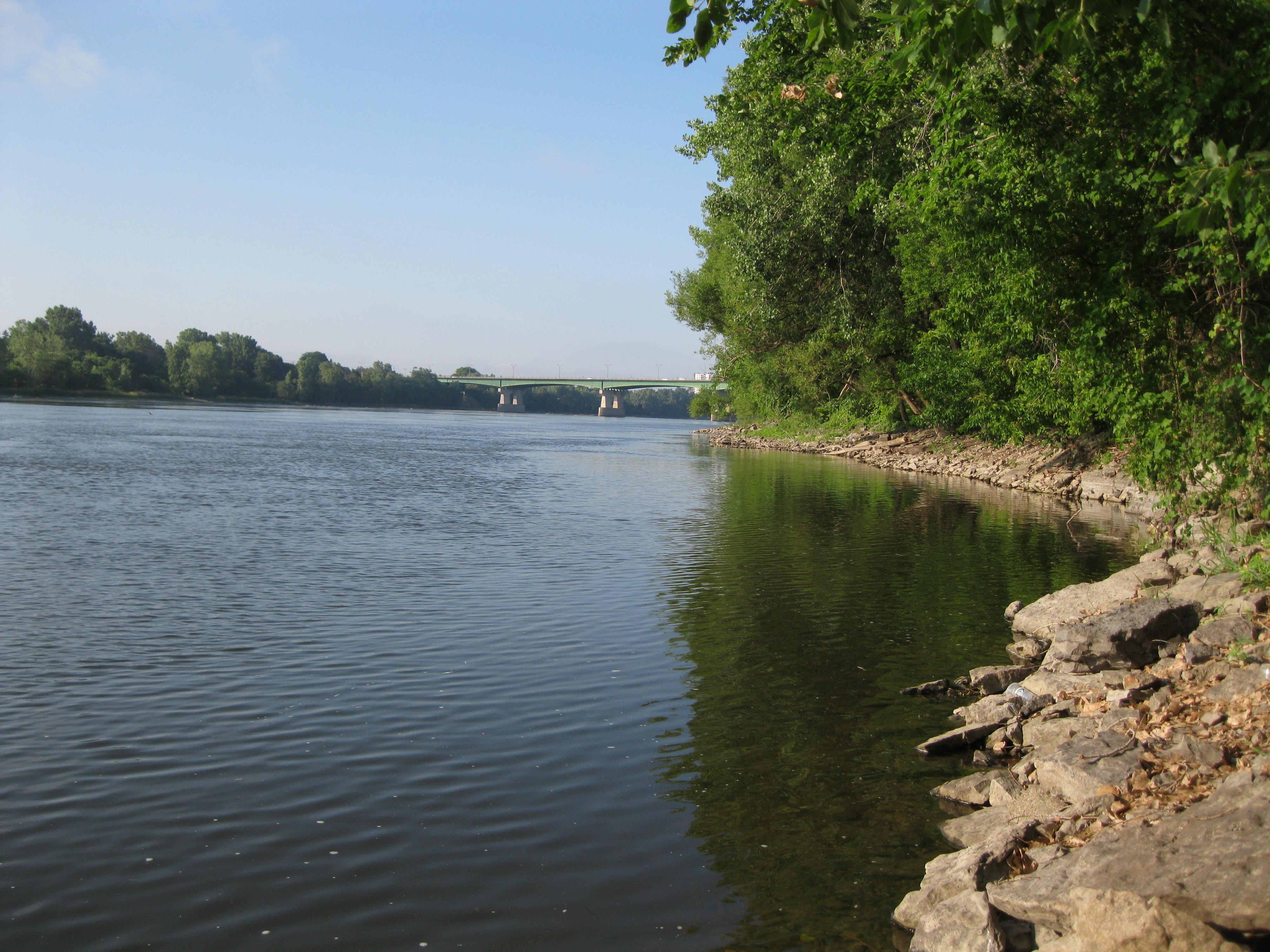
Le Pont Pie-IX vu de Saint-Vincent-de-Paul à Laval.

- Pont Jacques-Bizard, à l'île Bizard (P-03229/1966)
- Pont Louis-Bisson, autoroute 13 (P-14301/1975)
- Pont Lachapelle, route 117 (P-03874/1930, P-15166/1975)
- Pont Médéric-Martin, autoroute 15 (P-15641/1958)
- Pont ferroviaire Bordeaux
- Ligne orange (métro de Montréal), passant sous la rivière
- Pont Viau, route 335 (P-03873/1930)
- Pont Papineau-Leblanc, autoroute 19 (P-13968/1969)
- Barrage de la Centrale de Rivière des Prairies
- Pont Pie-IX, route 125 (P-14270/1966)
- Pont Olivier-Charbonneau, autoroute 25 vers Laval (P-15020/2008 ou 2011)
- Pont Charles-De Gaulle, autoroute 40 vers Repentigny (P-09782/1965)
- Pont ferroviaire Laurier (ou pont ferroviaire Pierre Le Gardeur)
- Pont Le Gardeur, route 138, à l'île Bourdon vers Repentigny (P-01372/1938)